# Tropidurus etheridgei
Tropidurus etheridgei là một loài thằn lằn trong họ Tropiduridae. Loài này được Cei mô tả khoa học đầu tiên năm 1982.